# 카팁역

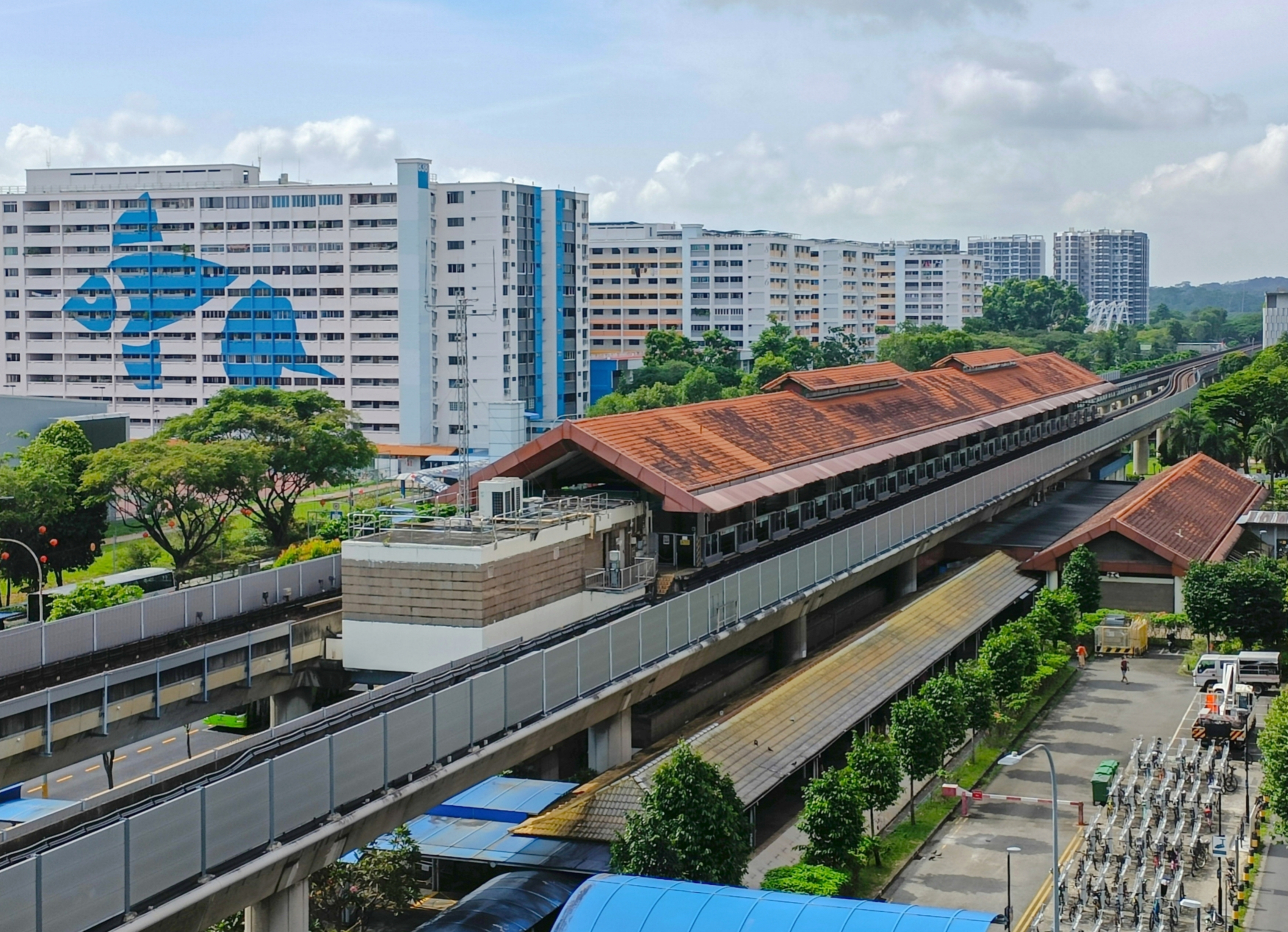

카팁역(Khatib MRT station)은 이슌 계획 구역의 하위 구역인 싱가포르 카팁에 위치한 노스사우스선(NSL)의 지상 MRT(Mass Rapid Transit) 역이다.
이 역은 이슌 링 로드와 이슌 애비뉴 2의 교차점에 위치하고 있으며 현재 이슌 뉴 타운을 서비스하는 두 역 중 하나이다. 다른 하나는 이슌역이다. 이 역과 이오추캉역 사이의 선로 구간은 MRT 네트워크의 두 역 중 가장 길다.